# Municipio de Harmony (Nueva Jersey)
El municipio de Harmony (en inglés: Harmony Township) es un municipio ubicado en el condado de Warren en el estado estadounidense de Nueva Jersey. En el año 2000 tenía una población de 2.729 habitantes y una densidad poblacional de 44 personas por km².

## Geografía
El municipio de Harmony se encuentra ubicado en las coordenadas 40°45′37″N 75°7′39″O / 40.76028, -75.12750.

## Demografía
Según la Oficina del Censo en 2000 los ingresos medios por hogar en el municipio eran de $60.977 y los ingresos medios por familia eran $64.196. Los hombres tenían unos ingresos medios de $49.375 frente a los $28.750 para las mujeres. La renta per cápita para la localidad era de $25.776. Alrededor del 4,5 % de la población estaba por debajo del umbral de pobreza.